# فهرست قنات‌های شهرستان شازند
جدول زیر بر اساس آمار وزارت جهاد کشاورزیتهیه شده‌است. فهرست زیر قنات‌های شهرستان شازند در استان مرکزی را نشان می‌دهد.
| نام قنات              | موقعیت                      | نزدیک‌ترین روستا | طول قنات (متر) | تعداد میله چاه | عمق مادر چاه | دبی (لیتر بر ثانیه) | سطح زیر کشت (هکتار) |
| --------------------- | --------------------------- | --------------- | -------------- | -------------- | ------------ | ------------------- | ------------------- |
| آذرجان سفلی           | بخش مرکزی شهرستان شازند     | سرسختی علیا     | ۰              | ۲۰             | ۰            | ۲۵                  | ۶۵                  |
| آسیاب                 | بخش زالیان شهرستان شازند    | لنجرود          | ۰              | ۱۷             | ۰            | ۱۰                  | ۰                   |
| آق ریز                | بخش سربند شهرستان شازند     | خلج علیا        | ۰              | ۶              | ۰            | ۳٫۵                 | ۲۲                  |
| آق گل                 | بخش سربند شهرستان شازند     | فنادره سفلی     | ۰              | ۶              | ۰            | ۳                   | ۴                   |
| ابراهیم‌آباد           | بخش قره کهریز شهرستان شازند | حسین‌آباد        | ۰              | ۲۰             | ۰            | ۰                   | ۴۰                  |
| اجاقلی                | بخش زالیان شهرستان شازند    | رضاآباد         | ۰              | ۵              | ۰            | ۱۳                  | ۲۶                  |
| احمدآباد              | بخش قره کهریز شهرستان شازند | جلال‌آباد        | ۰              | ۱۴             | ۰            | ۵                   | ۴۰                  |
| احمدشمعی              | بخش سربند شهرستان شازند     | اقبلاغ محمدخان  | ۰              | ۴              | ۰            | ۲٫۵                 | ۱۰                  |
| اراض                  | بخش سربند شهرستان شازند     | لوزدر علیا      | ۰              | ۲۰             | ۰            | ۳٫۵                 | ۱۵                  |
| ارتگل                 | بخش سربند شهرستان شازند     | گلزردمالیه      | ۰              | ۳              | ۰            | ۷                   | ۲۵                  |
| استاد قربان           | بخش مرکزی شهرستان شازند     | پرکله           | ۰              | ۴۰             | ۰            | ۲۵                  | ۷۰                  |
| اسل فرم               | بخش زالیان شهرستان شازند    | گل زرد          | ۰              | ۶              | ۰            | ۱۰                  | ۱۱                  |
| اسماعیل‌آباد           | بخش زالیان شهرستان شازند    | جلایر           | ۰              | ۳۲             | ۰            | ۵۰                  | ۱۶۰                 |
| اسماعیل‌آباد بالا      | بخش مرکزی شهرستان شازند     | برج             | ۰              | ۱۵             | ۰            | ۱۰                  | ۱۱                  |
| اسماعیل‌آباد پایین     | بخش مرکزی شهرستان شازند     | برج             | ۰              | ۲۰             | ۰            | ۲۰                  | ۴۶                  |
| اسموره                | بخش زالیان شهرستان شازند    | دوجفت           | ۰              | ۷              | ۰            | ۰                   | ۳۵                  |
| اسیران                | بخش زالیان شهرستان شازند    | کتیران علیا     | ۰              | ۱۲             | ۰            | ۲۵                  | ۱۱۵                 |
| اصغرآباد              | بخش سربند شهرستان شازند     | خیارستان        | ۰              | ۷              | ۰            | ۲٫۵                 | ۲۰                  |
| اغان بلاغی            | بخش سربند شهرستان شازند     | کهنه حصار       | ۰              | ۴              | ۰            | ۲٫۵                 | ۷۰                  |
| اقاغفور               | بخش مرکزی شهرستان شازند     | پرکله           | ۰              | ۲۵             | ۰            | ۱۵                  | ۴۵                  |
| اقبلاق                | بخش سربند شهرستان شازند     | ده کوثر         | ۰              | ۲              | ۰            | ۲۰                  | ۲                   |
| القره                 | بخش سربند شهرستان شازند     | خلج سفلی        | ۰              | ۴              | ۰            | ۵٫۵                 | ۲۰                  |
| الله قلی              | بخش سربند شهرستان شازند     | خناوره علیا     | ۰              | ۴              | ۰            | ۷                   | ۴                   |
| امام بلاغی            | بخش مرکزی شهرستان شازند     | پلنگدر          | ۰              | ۰              | ۰            | ۳٫۵                 | ۱۰                  |
| امام بلاغی            | بخش زالیان شهرستان شازند    | حصاردره         | ۰              | ۵              | ۰            | ۰                   | ۲۰                  |
| امیرعلی               | بخش سربند شهرستان شازند     | گرطاف علیا      | ۰              | ۴              | ۰            | ۲٫۵                 | ۱۰                  |
| اوجاداق               | بخش سربند شهرستان شازند     | بی آب محمودآباد | ۰              | ۴              | ۰            | ۳                   | ۱۵                  |
| اوری                  | بخش مرکزی شهرستان شازند     | پاکل            | ۰              | ۸              | ۰            | ۱۰                  | ۸                   |
| ایزباش                | بخش زالیان شهرستان شازند    | لنجرود          | ۰              | ۳۵             | ۰            | ۲۰                  | ۷۰                  |
| ایی بلاغی             | بخش سربند شهرستان شازند     | ده علیخان       | ۰              | ۳              | ۰            | ۲٫۵                 | ۵                   |
| باباجان               | بخش قره کهریز شهرستان شازند | سرسختی سفلی     | ۰              | ۱۵             | ۰            | ۵۰                  | ۲۸۰                 |
| باش بلاغی             | بخش سربند شهرستان شازند     | حاجی بیک        | ۰              | ۶              | ۰            | ۳٫۵                 | ۱۰                  |
| باش کریز              | بخش مرکزی شهرستان شازند     | برج چشمه محمود  | ۰              | ۴              | ۰            | ۵                   | ۳۰                  |
| باغ ارنابی            | بخش زالیان شهرستان شازند    | گل زرد          | ۰              | ۲۳             | ۰            | ۰                   | ۰                   |
| باغ قندی              | بخش سربند شهرستان شازند     | ده سلمان        | ۰              | ۴              | ۰            | ۴٫۵                 | ۱۵                  |
| باغها                 | بخش مرکزی شهرستان شازند     | سعیدان          | ۰              | ۱۰             | ۰            | ۱۰                  | ۰                   |
| باغچه                 | بخش سربند شهرستان شازند     | هندودر          | ۰              | ۲۰             | ۰            | ۱۲                  | ۱۵                  |
| باغیا                 | بخش زالیان شهرستان شازند    | خرخپ            | ۰              | ۸              | ۰            | ۳                   | ۱۰                  |
| بالا                  | بخش سربند شهرستان شازند     | نظام‌آباد        | ۰              | ۶              | ۰            | ۴                   | ۱۲                  |
| بالا                  | بخش قره کهریز شهرستان شازند | کپر             | ۰              | ۲۰             | ۰            | ۱۰                  | ۱۵                  |
| بالا                  | بخش قره کهریز شهرستان شازند | غیثر            | ۰              | ۱۱۰            | ۰            | ۶۰                  | ۱۰۰                 |
| بالا                  | بخش زالیان شهرستان شازند    | مروارید         | ۰              | ۱۲             | ۰            | ۳۰                  | ۵۰                  |
| بالاده                | بخش زالیان شهرستان شازند    | فجادر           | ۰              | ۱۵             | ۰            | ۱۰                  | ۲۰                  |
| براتعلی بلاغی         | بخش زالیان شهرستان شازند    | ده ذوالفقار     | ۰              | ۶              | ۰            | ۰                   | ۱۵                  |
| برادلک                | بخش مرکزی شهرستان شازند     | برج چشمه محمود  | ۰              | ۵              | ۰            | ۳٫۵                 | ۳۵                  |
| برافتاب               | بخش زالیان شهرستان شازند    | چشمه سیاه       | ۰              | ۷۰             | ۰            | ۳۰                  | ۴۰                  |
| برافتاب               | بخش قره کهریز شهرستان شازند | سرسختی سفلی     | ۰              | ۴۰             | ۰            | ۱۵۰                 | ۳۰۰                 |
| بسات آق گل            | بخش سربند شهرستان شازند     | خلج علیا        | ۰              | ۳              | ۰            | ۵                   | ۳۰                  |
| بقل معلی              | بخش سربند شهرستان شازند     | خلیفه بلاغی     | ۰              | ۳              | ۰            | ۳٫۵                 | ۱۰                  |
| بلاغ                  | بخش سربند شهرستان شازند     | اقبلاغ سادات    | ۰              | ۴              | ۰            | ۲٫۵                 | ۵                   |
| بلاقلی                | بخش سربند شهرستان شازند     | لوزدر علیا      | ۰              | ۱۵             | ۰            | ۵                   | ۳۰                  |
| بله باقلی             | بخش سربند شهرستان شازند     | ده سلمان        | ۰              | ۱۰             | ۰            | ۵٫۵                 | ۱۵                  |
| بنی کریز              | بخش سربند شهرستان شازند     | ده علیخان       | ۰              | ۶              | ۰            | ۴                   | ۱۲                  |
| بهزاد                 | بخش مرکزی شهرستان شازند     | پاکل            | ۰              | ۴              | ۰            | ۱۰                  | ۸                   |
| بی آب                 | بخش سربند شهرستان شازند     | بی آب محمودآباد | ۰              | ۴              | ۰            | ۲٫۵                 | ۱۰                  |
| بی سوخته              | بخش سربند شهرستان شازند     | خیزیانه سفلی    | ۰              | ۲              | ۰            | ۳                   | ۱۵                  |
| بیانه                 | بخش قره کهریز شهرستان شازند | ورقا            | ۰              | ۴۰             | ۰            | ۷۰                  | ۱۶۵                 |
| بیدبلاغ               | بخش سربند شهرستان شازند     | آب بخشان        | ۰              | ۵              | ۰            | ۲٫۵                 | ۱۰                  |
| تازه بلاغ             | بخش سربند شهرستان شازند     | آب بخشان        | ۰              | ۹              | ۰            | ۵                   | ۲۰                  |
| تازه کریز             | بخش مرکزی شهرستان شازند     | ضیاءآباد        | ۰              | ۲۰             | ۰            | ۱۰                  | ۴۰                  |
| تجرخان                | بخش مرکزی شهرستان شازند     | ونادی           | ۰              | ۸              | ۰            | ۳٫۵                 | ۸                   |
| تموردی                | بخش سربند شهرستان شازند     | ده سلمان        | ۰              | ۴              | ۰            | ۴٫۵                 | ۲۰                  |
| توده                  | بخش زالیان شهرستان شازند    | کتیران علیا     | ۰              | ۴۰             | ۰            | ۸                   | ۷٫۵                 |
| توده                  | بخش زالیان شهرستان شازند    | قمارخان         | ۰              | ۱۰             | ۰            | ۰٫۵                 | ۰                   |
| توده                  | بخش زالیان شهرستان شازند    | رستم راه        | ۰              | ۳              | ۰            | ۷٫۵                 | ۱۵                  |
| توسباقاعلی            | بخش سربند شهرستان شازند     | قشلاق           | ۰              | ۶              | ۰            | ۵                   | ۲۰                  |
| تونیادره              | بخش زالیان شهرستان شازند    | دوجفت           | ۰              | ۱۷             | ۰            | ۱۲                  | ۴۰                  |
| تپه                   | بخش سربند شهرستان شازند     | کائیدان         | ۰              | ۱۰             | ۰            | ۳۰                  | ۳۰                  |
| تپه                   | بخش زالیان شهرستان شازند    | حصاردره         | ۰              | ۱۰             | ۰            | ۰                   | ۲۰                  |
| تپه سیاه              | بخش زالیان شهرستان شازند    | پادالک          | ۰              | ۱۲             | ۰            | ۵                   | ۲                   |
| تک جفت                | بخش زالیان شهرستان شازند    | علی‌آباد         | ۰              | ۱۳             | ۰            | ۰                   | ۰                   |
| تیم گل                | بخش سربند شهرستان شازند     | حاجی یوسف       | ۰              | ۸              | ۰            | ۰                   | ۲                   |
| تیمه                  | بخش سربند شهرستان شازند     | خیارستان        | ۰              | ۳              | ۰            | ۳                   | ۱۵                  |
| جانباز                | بخش سربند شهرستان شازند     | قشلاق           | ۰              | ۱۱             | ۰            | ۲٫۵                 | ۱۵                  |
| جفتی                  | بخش زالیان شهرستان شازند    | رضاآباد         | ۰              | ۶              | ۰            | ۱۲                  | ۲۰                  |
| جنگلیل                | بخش سربند شهرستان شازند     | گرطاف علیا      | ۰              | ۲              | ۰            | ۱٫۵                 | ۲۰                  |
| جوب بالا              | بخش قره کهریز شهرستان شازند | دستجرده         | ۰              | ۲۷             | ۰            | ۵۰                  | ۲۰۰                 |
| جوب بالا              | بخش قره کهریز شهرستان شازند | موچان           | ۰              | ۶۰             | ۰            | ۶۰                  | ۵۰                  |
| جوب بالا              | بخش زالیان شهرستان شازند    | بصری            | ۰              | ۴۵             | ۰            | ۱۰                  | ۵۰                  |
| جوب بالا              | بخش قره کهریز شهرستان شازند | آب باریک        | ۰              | ۵۰             | ۰            | ۴۰                  | ۱۴۵                 |
| جوب بالا              | بخش زالیان شهرستان شازند    | رضاآباد         | ۰              | ۵              | ۰            | ۱۵                  | ۲۴                  |
| جوب بالا              | بخش قره کهریز شهرستان شازند | قدمگاه          | ۰              | ۳۷             | ۰            | ۲۰                  | ۲۰                  |
| جوب بالا              | بخش مرکزی شهرستان شازند     | نورآباد         | ۰              | ۳۰             | ۰            | ۳۵                  | ۱۵۵                 |
| جوب خوره              | بخش زالیان شهرستان شازند    | لنجرود          | ۰              | ۳۰             | ۰            | ۱۰                  | ۲۴                  |
| جوب میان              | بخش قره کهریز شهرستان شازند | بازنه           | ۰              | ۴۰             | ۰            | ۱۰۰                 | ۷۲۰                 |
| جوب نو                | بخش مرکزی شهرستان شازند     | نورآباد         | ۰              | ۲۵             | ۰            | ۲۵                  | ۸۰                  |
| جوب پایین             | بخش قره کهریز شهرستان شازند | بازنه           | ۰              | ۹۰             | ۰            | ۲۰۰                 | ۳۶۰                 |
| جوب پایین             | بخش قره کهریز شهرستان شازند | آب باریک        | ۰              | ۱۵             | ۰            | ۰                   | ۷۰                  |
| جوب پایین             | بخش زالیان شهرستان شازند    | بصری            | ۰              | ۳۶             | ۰            | ۳۰                  | ۵۰                  |
| جوزاد                 | بخش قره کهریز شهرستان شازند | موچان           | ۰              | ۴۰             | ۰            | ۰                   | ۱۰                  |
| جونجون                | بخش مرکزی شهرستان شازند     | سعیدان          | ۰              | ۱۷             | ۰            | ۱۴                  | ۲۵                  |
| حاج صادقی             | بخش مرکزی شهرستان شازند     | پاکل            | ۰              | ۲۲             | ۰            | ۱۲                  | ۲۰                  |
| حاج نوروز             | بخش مرکزی شهرستان شازند     | پاکل            | ۰              | ۱۰             | ۰            | ۷                   | ۵                   |
| حاجی حیدر             | بخش زالیان شهرستان شازند    | سنگ             | ۰              | ۱۲             | ۰            | ۰                   | ۰                   |
| حاجی صادقی            | بخش مرکزی شهرستان شازند     | پاکل            | ۰              | ۲۲             | ۰            | ۱۵                  | ۲۰                  |
| حاجی کارخانه علی بابا | بخش سربند شهرستان شازند     | هندودر          | ۰              | ۷              | ۰            | ۸                   | ۸                   |
| حسن کریز              | بخش زالیان شهرستان شازند    | حصاردره         | ۰              | ۶              | ۰            | ۰                   | ۲۰                  |
| حسن کریزی             | بخش زالیان شهرستان شازند    | صادق‌آباد        | ۰              | ۱۲             | ۰            | ۰                   | ۲۰                  |
| حسن‌آباد               | بخش قره کهریز شهرستان شازند | سرسختی سفلی     | ۰              | ۲۰             | ۰            | ۱۲۰                 | ۲۴۰                 |
| حسین‌آباد              | بخش زالیان شهرستان شازند    | جلایر           | ۰              | ۵۰             | ۰            | ۵                   | ۲۲                  |
| حسین‌آباد              | بخش قره کهریز شهرستان شازند | حسین‌آباد        | ۰              | ۳۵             | ۰            | ۱۰                  | ۳۰                  |
| حقی                   | بخش زالیان شهرستان شازند    | نهرمیان         | ۰              | ۴۸             | ۰            | ۲۵                  | ۴۰                  |
| حمام                  | بخش سربند شهرستان شازند     | فنادره سفلی     | ۰              | ۴              | ۰            | ۲٫۵                 | ۱۰                  |
| حمام                  | بخش سربند شهرستان شازند     | علی قوزمی       | ۰              | ۶              | ۰            | ۶                   | ۰                   |
| حیان                  | بخش قره کهریز شهرستان شازند | ورقا            | ۰              | ۳۰             | ۰            | ۵۵                  | ۱۶۰                 |
| خان بلاغی             | بخش سربند شهرستان شازند     | هندودر          | ۰              | ۹              | ۰            | ۱۰                  | ۲۰                  |
| خان بلاغی             | بخش سربند شهرستان شازند     | حشیان           | ۰              | ۱۰             | ۰            | ۸                   | ۲۰                  |
| خان بلاغی پایین       | بخش سربند شهرستان شازند     | هندودر          | ۰              | ۱۱             | ۰            | ۱۷                  | ۳۳                  |
| خرابه گل              | بخش مرکزی شهرستان شازند     | پلنگدر          | ۰              | ۱۳             | ۰            | ۳                   | ۱۵                  |
| خرمن جا               | بخش سربند شهرستان شازند     | هندودر          | ۰              | ۶              | ۰            | ۶                   | ۶                   |
| خطاب                  | بخش مرکزی شهرستان شازند     | قلعه آقا حمید   | ۰              | ۵              | ۰            | ۱۲                  | ۶                   |
| خلیل‌آباد              | بخش مرکزی شهرستان شازند     | نورآباد         | ۰              | ۲۰             | ۰            | ۱۲                  | ۳۹                  |
| داشته بلاغ            | بخش سربند شهرستان شازند     | مالیجه          | ۰              | ۳              | ۰            | ۵                   | ۴                   |
| دامون                 | بخش زالیان شهرستان شازند    | پادالک          | ۰              | ۱۶             | ۰            | ۵                   | ۶                   |
| دربند                 | بخش زالیان شهرستان شازند    | سوارآباد        | ۰              | ۱۵             | ۰            | ۱۰                  | ۱۰۰                 |
| دربند                 | بخش قره کهریز شهرستان شازند | چناس            | ۰              | ۳۰             | ۰            | ۰                   | ۵۰                  |
| دربند                 | بخش سربند شهرستان شازند     | ده حسین         | ۰              | ۳              | ۰            | ۱۲                  | ۳۰                  |
| دربند                 | بخش سربند شهرستان شازند     | سیاه سلطان      | ۰              | ۴              | ۰            | ۴                   | ۲۰                  |
| دربندبالا             | بخش سربند شهرستان شازند     | ده حسین         | ۰              | ۳              | ۰            | ۵٫۵                 | ۲۵                  |
| دربندلوی              | بخش سربند شهرستان شازند     | علی قوزمی       | ۰              | ۶              | ۰            | ۵۰                  | ۱۰۰                 |
| دربندپایین            | بخش سربند شهرستان شازند     | ده آقا          | ۰              | ۹              | ۰            | ۲                   | ۲۰                  |
| درخت بالا             | بخش سربند شهرستان شازند     | مورلو           | ۰              | ۴              | ۰            | ۵                   | ۲۵                  |
| درخت علی              | بخش زالیان شهرستان شازند    | سنگ             | ۰              | ۳۰             | ۰            | ۳۰                  | ۰                   |
| درشهوار               | بخش زالیان شهرستان شازند    | کهیران سفلی     | ۰              | ۵۰             | ۰            | ۵                   | ۳۰                  |
| دره                   | بخش سربند شهرستان شازند     | خلیفه بلاغی     | ۰              | ۳              | ۰            | ۳٫۵                 | ۱۵                  |
| دره بالا              | بخش زالیان شهرستان شازند    | برج عیوض        | ۰              | ۲              | ۰            | ۲                   | ۵                   |
| دره دراز              | بخش سربند شهرستان شازند     | خیارستان        | ۰              | ۲              | ۰            | ۲٫۵                 | ۱۵                  |
| دره فاسلاب            | بخش زالیان شهرستان شازند    | تاج دولتشاه     | ۰              | ۸              | ۰            | ۱۲                  | ۳۵                  |
| دره ماری              | بخش زالیان شهرستان شازند    | قلعه چی علیا    | ۰              | ۱۰             | ۰            | ۰                   | ۴۵٫۵                |
| دره موسبق             | بخش مرکزی شهرستان شازند     | ارتلق چنا       | ۰              | ۱۰             | ۰            | ۴                   | ۵                   |
| دره کوه               | بخش زالیان شهرستان شازند    | سرچال           | ۰              | ۹              | ۰            | ۱۰                  | ۲۵                  |
| درهه                  | بخش سربند شهرستان شازند     | گرطاف علیا      | ۰              | ۵              | ۰            | ۴                   | ۸۰                  |
| ده                    | بخش قره کهریز شهرستان شازند | عمارت           | ۰              | ۳۰             | ۰            | ۲۰                  | ۹۸                  |
| ده                    | بخش زالیان شهرستان شازند    | قلعه چی سفلی    | ۰              | ۵۰             | ۰            | ۲۰                  | ۴۶                  |
| ده                    | بخش قره کهریز شهرستان شازند | کپر             | ۰              | ۱۰             | ۰            | ۰                   | ۱۵                  |
| ده                    | بخش قره کهریز شهرستان شازند | قلعه دیزیجان    | ۰              | ۵۰             | ۰            | ۴۰                  | ۶۰                  |
| ده بالا               | بخش زالیان شهرستان شازند    | کتیران علیا     | ۰              | ۲۵             | ۰            | ۲۰                  | ۱۵                  |
| دوتپه                 | بخش زالیان شهرستان شازند    | گل زرد          | ۰              | ۱۴             | ۰            | ۱۰                  | ۲۱                  |
| دوسری                 | بخش سربند شهرستان شازند     | قرینه دره       | ۰              | ۸              | ۰            | ۷                   | ۲۳                  |
| دولخر                 | بخش سربند شهرستان شازند     | اقچه بلاغ       | ۰              | ۶              | ۰            | ۲                   | ۵                   |
| راشان                 | بخش قره کهریز شهرستان شازند | راشان           | ۰              | ۴۵             | ۰            | ۶۵                  | ۱۵۵                 |
| راشان                 | بخش زالیان شهرستان شازند    | کزاز            | ۰              | ۳۰             | ۰            | ۱۵                  | ۳۰۰                 |
| رباط                  | بخش قره کهریز شهرستان شازند | قاقان           | ۰              | ۱۵             | ۰            | ۲۰                  | ۲۰۰                 |
| رضالکی بیگ            | بخش سربند شهرستان شازند     | هندودر          | ۰              | ۷              | ۰            | ۱۸                  | ۴۰                  |
| رغاره بخشی            | بخش سربند شهرستان شازند     | خناوره علیا     | ۰              | ۰              | ۰            | ۱۰                  | ۶                   |
| رودخانه               | بخش قره کهریز شهرستان شازند | زنگور           | ۰              | ۱۸             | ۰            | ۰                   | ۶۸                  |
| روستا                 | بخش مرکزی شهرستان شازند     | پاکل            | ۰              | ۲۲             | ۰            | ۵                   | ۰                   |
| روغنی                 | بخش قره کهریز شهرستان شازند | روغنی           | ۰              | ۳۷             | ۰            | ۳۰                  | ۱۰۰                 |
| ریز                   | بخش زالیان شهرستان شازند    | ریز             | ۰              | ۱۵             | ۰            | ۰                   | ۰                   |
| زاراخاری              | بخش سربند شهرستان شازند     | قرینه دره       | ۰              | ۱۲             | ۰            | ۴                   | ۲۰                  |
| زرندی                 | بخش سربند شهرستان شازند     | مورلو           | ۰              | ۸              | ۰            | ۴                   | ۲۰                  |
| زن مرده               | بخش زالیان شهرستان شازند    | لنجرود          | ۰              | ۷              | ۰            | ۰                   | ۱۶                  |
| زنگور                 | بخش قره کهریز شهرستان شازند | زنگور           | ۰              | ۳۵             | ۰            | ۴۰                  | ۸۵                  |
| زه سنین               | بخش زالیان شهرستان شازند    | لنجرود          | ۰              | ۳۰             | ۰            | ۱۰                  | ۲۴                  |
| زیرآسیاب              | بخش قره کهریز شهرستان شازند | سوراند          | ۰              | ۱۵             | ۰            | ۵۰                  | ۱۵۰                 |
| زیرمجد                | بخش زالیان شهرستان شازند    | ظهرآباد         | ۰              | ۱۰             | ۰            | ۲۰                  | ۵۶                  |
| سالخورده              | بخش مرکزی شهرستان شازند     | پانوزج          | ۰              | ۳۰             | ۰            | ۲۰                  | ۶۵                  |
| سرچشمه                | بخش زالیان شهرستان شازند    | گل زرد          | ۰              | ۱۰             | ۰            | ۱۰                  | ۲۶                  |
| سرکزمن                | بخش زالیان شهرستان شازند    | چهارچریک        | ۰              | ۶              | ۰            | ۵                   | ۶۵                  |
| سزچین                 | بخش سربند شهرستان شازند     | مالیجه          | ۰              | ۵              | ۰            | ۷                   | ۳                   |
| سعیدآباد              | بخش زالیان شهرستان شازند    | سعیدآباد        | ۰              | ۵۰             | ۰            | ۰                   | ۳۰                  |
| سفلی                  | بخش زالیان شهرستان شازند    | نهرمیان         | ۰              | ۱۲             | ۰            | ۶                   | ۶                   |
| سفید                  | بخش زالیان شهرستان شازند    | لنجرود          | ۰              | ۴۰             | ۰            | ۱۲۰                 | ۷۰                  |
| سلطان بلاغی           | بخش سربند شهرستان شازند     | هندودر          | ۰              | ۸              | ۰            | ۸                   | ۱۳                  |
| سنگر                  | بخش زالیان شهرستان شازند    | سنگ             | ۰              | ۰              | ۰            | ۰                   | ۰                   |
| سه لام                | بخش زالیان شهرستان شازند    | سنگ             | ۰              | ۱۲             | ۰            | ۰                   | ۰                   |
| سوتلی گون             | بخش زالیان شهرستان شازند    | حصاردره         | ۰              | ۶              | ۰            | ۰                   | ۱۷                  |
| سیاه                  | بخش زالیان شهرستان شازند    | لنجرود          | ۰              | ۷۰             | ۰            | ۱۰                  | ۷۰                  |
| شازده أی              | بخش مرکزی شهرستان شازند     | ضیاءآباد        | ۰              | ۲۵             | ۰            | ۲۵                  | ۶۵                  |
| شاقلوردی              | بخش مرکزی شهرستان شازند     | پلنگدر          | ۰              | ۶              | ۰            | ۲٫۵                 | ۱۰                  |
| شاه کرمی              | بخش مرکزی شهرستان شازند     | بالمان          | ۰              | ۳۵             | ۰            | ۵۰                  | ۱۷۰                 |
| شاه‌آباد               | بخش مرکزی شهرستان شازند     | نورآباد         | ۰              | ۲۵             | ۰            | ۱۷                  | ۳۷                  |
| شبحان دره             | بخش سربند شهرستان شازند     | علی قوزمی       | ۰              | ۰              | ۰            | ۶۰                  | ۱۰۰                 |
| شته                   | بخش قره کهریز شهرستان شازند | سرسختی سفلی     | ۰              | ۱۵             | ۰            | ۳                   | ۰                   |
| شرشر                  | بخش سربند شهرستان شازند     | ده تولا         | ۰              | ۱۰             | ۰            | ۷                   | ۱۵                  |
| شش دانگ               | بخش زالیان شهرستان شازند    | گل زرد          | ۰              | ۵۰             | ۰            | ۶۰                  | ۱۰۰                 |
| شش دانگ               | بخش قره کهریز شهرستان شازند | حاجی‌آباد        | ۰              | ۱۰             | ۰            | ۲۵                  | ۱۸۰                 |
| شش دانگ               | بخش زالیان شهرستان شازند    | تاج دولتشاه     | ۰              | ۷              | ۰            | ۱۲                  | ۲۴                  |
| شعبان بلاغی           | بخش سربند شهرستان شازند     | حاجی بیک        | ۰              | ۵              | ۰            | ۲٫۵                 | ۸                   |
| شمشیره                | بخش زالیان شهرستان شازند    | سوارآباد        | ۰              | ۶۲             | ۰            | ۱۰                  | ۰                   |
| شنه بلاغی             | بخش زالیان شهرستان شازند    | برج عیوض        | ۰              | ۲              | ۰            | ۳                   | ۱۰                  |
| شک قبرانی             | بخش زالیان شهرستان شازند    | باقرآباد        | ۰              | ۱۱             | ۰            | ۰                   | ۲۵                  |
| شیخ                   | بخش زالیان شهرستان شازند    | کتیران علیا     | ۰              | ۵۰             | ۰            | ۲۵                  | ۱۰۲                 |
| شیرین‌آباد             | بخش زالیان شهرستان شازند    | بصری            | ۰              | ۳۰             | ۰            | ۴۰                  | ۵۰                  |
| صمبور                 | بخش سربند شهرستان شازند     | لوزدر علیا      | ۰              | ۲۲             | ۰            | ۱۰                  | ۶۰                  |
| طب بر                 | بخش زالیان شهرستان شازند    | گل زرد          | ۰              | ۵۰             | ۰            | ۲۰                  | ۴۵                  |
| عباس‌آباد              | بخش مرکزی شهرستان شازند     | پرکله           | ۰              | ۴۵             | ۰            | ۲۰                  | ۶۵                  |
| عبدلحبار              | بخش مرکزی شهرستان شازند     | پرکله           | ۰              | ۲۵             | ۰            | ۳۰                  | ۷۵                  |
| عریان                 | بخش زالیان شهرستان شازند    | قلعه چی علیا    | ۰              | ۹              | ۰            | ۰                   | ۲۲                  |
| عسگربلاغی             | بخش سربند شهرستان شازند     | حاجی یوسف       | ۰              | ۱۱             | ۰            | ۱٫۵                 | ۲٫۵                 |
| علی بخش               | بخش زالیان شهرستان شازند    | صادق‌آباد        | ۰              | ۶              | ۰            | ۰                   | ۲۰                  |
| علی بیگ               | بخش مرکزی شهرستان شازند     | پاکل            | ۰              | ۰              | ۰            | ۱۰                  | ۶                   |
| علی جعفرکریزی         | بخش سربند شهرستان شازند     | ده داود         | ۰              | ۱۵             | ۰            | ۰                   | ۲۰                  |
| علی قولبیگ            | بخش سربند شهرستان شازند     | هندودر          | ۰              | ۷              | ۰            | ۱۰                  | ۲۵                  |
| علیا                  | بخش زالیان شهرستان شازند    | نهرمیان         | ۰              | ۲۸             | ۰            | ۲۰                  | ۳۵                  |
| علی‌آباد               | بخش مرکزی شهرستان شازند     | ونادی           | ۰              | ۸              | ۰            | ۱۰                  | ۲۵                  |
| عیسی خابگی            | بخش قره کهریز شهرستان شازند | غیثر            | ۰              | ۲۵۰            | ۰            | ۸۰                  | ۳۰                  |
| فسار                  | بخش زالیان شهرستان شازند    | لنجرود          | ۰              | ۶۰             | ۰            | ۲۰                  | ۵۰                  |
| قاسم آقا              | بخش زالیان شهرستان شازند    | قلعه چی علیا    | ۰              | ۸              | ۰            | ۰                   | ۷٫۵                 |
| قبرستان               | بخش مرکزی شهرستان شازند     | ضیاءآباد        | ۰              | ۱۳             | ۰            | ۱۵                  | ۴۵                  |
| قبله                  | بخش زالیان شهرستان شازند    | میانرود         | ۰              | ۷              | ۰            | ۱۵                  | ۷۰                  |
| قجره                  | بخش قره کهریز شهرستان شازند | ده احمد         | ۰              | ۱۳             | ۰            | ۰                   | ۴۵                  |
| قدرت دره              | بخش سربند شهرستان شازند     | حسن‌آباد         | ۰              | ۳              | ۰            | ۳٫۵                 | ۱۵                  |
| قدعه برده             | بخش زالیان شهرستان شازند    | گل زرد          | ۰              | ۱۰             | ۰            | ۱۰                  | ۳۵                  |
| قرتپه                 | بخش سربند شهرستان شازند     | حشیان           | ۰              | ۴              | ۰            | ۳                   | ۷                   |
| قرمزگل                | بخش سربند شهرستان شازند     | ده آقا          | ۰              | ۷              | ۰            | ۱٫۵                 | ۱۸                  |
| قرمزگل                | بخش سربند شهرستان شازند     | خناوره علیا     | ۰              | ۳              | ۰            | ۱۵                  | ۱۰                  |
| قره تپه               | بخش مرکزی شهرستان شازند     | ضیاءآباد        | ۰              | ۱۵             | ۰            | ۱۰                  | ۵۰                  |
| قره تپه               | بخش زالیان شهرستان شازند    | برج عیوض        | ۰              | ۲              | ۰            | ۰                   | ۱۰                  |
| قره چم                | بخش زالیان شهرستان شازند    | لنجرود          | ۰              | ۶۰             | ۰            | ۴                   | ۷۲                  |
| قره گل                | بخش سربند شهرستان شازند     | اقبلاغ سادات    | ۰              | ۶              | ۰            | ۰                   | ۷                   |
| قره گل                | بخش سربند شهرستان شازند     | حاجی یوسف       | ۰              | ۱۰             | ۰            | ۱٫۵                 | ۱۰                  |
| قشلاق بالا            | بخش سربند شهرستان شازند     | خلج سفلی        | ۰              | ۳              | ۰            | ۲                   | ۱۰                  |
| قصیه                  | بخش قره کهریز شهرستان شازند | موچان           | ۰              | ۵۰             | ۰            | ۶۰                  | ۱۲۰                 |
| قل قله                | بخش قره کهریز شهرستان شازند | روغنی           | ۰              | ۳۵             | ۰            | ۷                   | ۳۰                  |
| قل قلی بلاغی          | بخش سربند شهرستان شازند     | حاجی بیک        | ۰              | ۵              | ۰            | ۲٫۵                 | ۷٫۵                 |
| قلعه نو               | بخش زالیان شهرستان شازند    | ره کائید        | ۰              | ۱۴             | ۰            | ۸                   | ۲۶                  |
| قلقلوله حسینی         | بخش زالیان شهرستان شازند    | قلعه چی علیا    | ۰              | ۴              | ۰            | ۱٫۵                 | ۴                   |
| قلمستان               | بخش زالیان شهرستان شازند    | لنجرود          | ۰              | ۲۰             | ۰            | ۳۰                  | ۴                   |
| قلمستان               | بخش زالیان شهرستان شازند    | لنجرود          | ۰              | ۱۲             | ۰            | ۵                   | ۰                   |
| قلمیا                 | بخش زالیان شهرستان شازند    | کزاز            | ۰              | ۲۰             | ۰            | ۰                   | ۳۲۰                 |
| قلی گلی               | بخش سربند شهرستان شازند     | خلج علیا        | ۰              | ۲              | ۰            | ۴٫۵                 | ۲۰                  |
| قنات ده               | بخش زالیان شهرستان شازند    | رضاآباد         | ۰              | ۴              | ۰            | ۱۰                  | ۷                   |
| قوره بلاغی            | بخش سربند شهرستان شازند     | ده آقا          | ۰              | ۳              | ۰            | ۰                   | ۰                   |
| قوزه بلاغ             | بخش سربند شهرستان شازند     | آب بخشان        | ۰              | ۵              | ۰            | ۴                   | ۱۵                  |
| قوش تپه               | بخش زالیان شهرستان شازند    | قوش تپه         | ۰              | ۱۲             | ۰            | ۵                   | ۶                   |
| قوشمد                 | بخش سربند شهرستان شازند     | قشلاق           | ۰              | ۷              | ۰            | ۳                   | ۱۵                  |
| قوق                   | بخش زالیان شهرستان شازند    | بهمنی           | ۰              | ۱۷             | ۰            | ۰                   | ۲۰                  |
| لاتپه                 | بخش زالیان شهرستان شازند    | مزرعه خاتون     | ۰              | ۱۵             | ۰            | ۲۵                  | ۷۵                  |
| لطیف‌آباد              | بخش قره کهریز شهرستان شازند | روغنی           | ۰              | ۲۰             | ۰            | ۳                   | ۳۰                  |
| ماشه کریز             | بخش مرکزی شهرستان شازند     | پرکله           | ۰              | ۴۵             | ۰            | ۲۵                  | ۱۰۰                 |
| محمدحاجی              | بخش مرکزی شهرستان شازند     | پاکل            | ۰              | ۸              | ۰            | ۶                   | ۱۰                  |
| محمدحسین              | بخش زالیان شهرستان شازند    | لنجرود          | ۰              | ۳۰             | ۰            | ۵                   | ۱۱۲                 |
| محمدعلی               | بخش زالیان شهرستان شازند    | جلایر           | ۰              | ۸              | ۰            | ۱۰                  | ۲۰٫۵                |
| محمدهاشم              | بخش مرکزی شهرستان شازند     | پرکله           | ۰              | ۱۵             | ۰            | ۱۴                  | ۳۵                  |
| مرادپاشا              | بخش زالیان شهرستان شازند    | قره بنیاد       | ۰              | ۶              | ۰            | ۵                   | ۱۲                  |
| مرتضی                 | بخش زالیان شهرستان شازند    | کتیران علیا     | ۰              | ۴۰             | ۰            | ۵                   | ۵                   |
| مل کهریز              | بخش قره کهریز شهرستان شازند | سوراند          | ۰              | ۴۰             | ۰            | ۶۰                  | ۱۵۰                 |
| ملک                   | بخش زالیان شهرستان شازند    | فرخپ            | ۰              | ۱۲             | ۰            | ۵                   | ۵                   |
| مهدی خانگی            | بخش قره کهریز شهرستان شازند | قجره            | ۰              | ۱۴             | ۰            | ۶۰                  | ۵۵                  |
| مهدی‌آباد              | بخش مرکزی شهرستان شازند     | برج چشمه محمود  | ۰              | ۵              | ۰            | ۲٫۵                 | ۶٫۵                 |
| موسلی                 | بخش سربند شهرستان شازند     | ده حسین         | ۰              | ۶              | ۰            | ۱۵                  | ۴۰                  |
| میان                  | بخش قره کهریز شهرستان شازند | جلال‌آباد        | ۰              | ۱۵             | ۰            | ۷                   | ۵۰                  |
| میان ده               | بخش زالیان شهرستان شازند    | میانرود         | ۰              | ۱۰             | ۰            | ۱۰                  | ۳۰                  |
| میان مرغ              | بخش سربند شهرستان شازند     | مورلو           | ۰              | ۶              | ۰            | ۴٫۵                 | ۱۵                  |
| میانه                 | بخش زالیان شهرستان شازند    | نجف‌آباد         | ۰              | ۶              | ۰            | ۴                   | ۰                   |
| میانه                 | بخش سربند شهرستان شازند     | کائیدان         | ۰              | ۱۰             | ۰            | ۴۰                  | ۴۵                  |
| میان‌آباد ی            | بخش زالیان شهرستان شازند    | کلاهدوز         | ۰              | ۸              | ۰            | ۳                   | ۰                   |
| میراق گلی             | بخش سربند شهرستان شازند     | ده علیخان       | ۰              | ۶              | ۰            | ۲٫۵                 | ۸                   |
| نازیون                | بخش مرکزی شهرستان شازند     | قلعه آقا حمید   | ۰              | ۴              | ۰            | ۹                   | ۴                   |
| ناوا                  | بخش زالیان شهرستان شازند    | چهارچریک        | ۰              | ۴              | ۰            | ۳٫۵                 | ۳۵                  |
| نجف                   | بخش مرکزی شهرستان شازند     | ونادی           | ۰              | ۶              | ۰            | ۳٫۵                 | ۱۵                  |
| نجف کریزی             | بخش زالیان شهرستان شازند    | صادق‌آباد        | ۰              | ۱۰             | ۰            | ۰                   | ۲۵                  |
| نسار                  | بخش زالیان شهرستان شازند    | کتیران سفلی     | ۰              | ۴۰             | ۰            | ۵۰                  | ۵۰                  |
| نسار                  | بخش زالیان شهرستان شازند    | چکاسیاه         | ۰              | ۶۰             | ۰            | ۲۵                  | ۳۵                  |
| نظام‌آباد              | بخش قره کهریز شهرستان شازند | حاجی‌آباد        | ۰              | ۶              | ۰            | ۱٫۵                 | ۲۰                  |
| نظاکش                 | بخش مرکزی شهرستان شازند     | گورچک           | ۰              | ۱۰             | ۰            | ۳٫۵                 | ۱                   |
| نفی                   | بخش زالیان شهرستان شازند    | سرچال           | ۰              | ۸              | ۰            | ۱۰                  | ۲۵                  |
| نمک آخاری             | بخش زالیان شهرستان شازند    | ادینه مجد سفلی  | ۰              | ۱۱             | ۰            | ۰                   | ۱۵                  |
| نوحسن                 | بخش قره کهریز شهرستان شازند | سرسختی سفلی     | ۰              | ۸              | ۰            | ۵                   | ۰                   |
| نودرافتاب             | بخش قره کهریز شهرستان شازند | سرسختی سفلی     | ۰              | ۱۰             | ۰            | ۴۰                  | ۳۰۰                 |
| نوزی                  | بخش مرکزی شهرستان شازند     | بالمان          | ۰              | ۱۵             | ۰            | ۰                   | ۱                   |
| هادرآباد              | بخش سربند شهرستان شازند     | ده کلبی         | ۰              | ۲              | ۰            | ۱٫۵                 | ۲                   |
| هادیخان               | بخش سربند شهرستان شازند     | قلعه کریم بیگ   | ۰              | ۳              | ۰            | ۳                   | ۰                   |
| هارخوتعی              | بخش سربند شهرستان شازند     | اقچه بلاغ       | ۰              | ۹              | ۰            | ۶٫۵                 | ۴۵                  |
| هرنج                  | بخش سربند شهرستان شازند     | حسن‌آباد         | ۰              | ۴              | ۰            | ۱٫۵                 | ۲٫۵                 |
| هلوکریزی              | بخش زالیان شهرستان شازند    | صادق‌آباد        | ۰              | ۷              | ۰            | ۰                   | ۲۵                  |
| هم بار                | بخش مرکزی شهرستان شازند     | ونادی           | ۰              | ۳۵             | ۰            | ۰                   | ۶۰                  |
| همیان                 | بخش قره کهریز شهرستان شازند | ده احمد         | ۰              | ۲۵             | ۰            | ۲۵                  | ۴۵                  |
| هی هی ۱               | بخش مرکزی شهرستان شازند     | ظهیرآباد        | ۰              | ۸              | ۰            | ۲۰                  | ۶۵                  |
| هی هی ۲               | بخش مرکزی شهرستان شازند     | ظهیرآباد        | ۰              | ۴              | ۰            | ۱۶                  | ۵۰                  |
| ورده                  | بخش سربند شهرستان شازند     | گلزردمالیه      | ۰              | ۳              | ۰            | ۱۰                  | ۳۵                  |
| ورده                  | بخش سربند شهرستان شازند     | کائیدان         | ۰              | ۳              | ۰            | ۰                   | ۴۰                  |
| ورده                  | بخش سربند شهرستان شازند     | کائیدان         | ۰              | ۱۰             | ۰            | ۲۵                  | ۴۰                  |
| ورقا                  | بخش زالیان شهرستان شازند    | کزاز            | ۰              | ۳۵             | ۰            | ۲۰                  | ۳۰۰                 |
| وزنه                  | بخش مرکزی شهرستان شازند     | پاکل            | ۰              | ۷              | ۰            | ۸                   | ۸                   |
| ولی خان               | بخش زالیان شهرستان شازند    | گل زرد          | ۰              | ۱۴             | ۰            | ۱۰                  | ۳۷                  |
| پادراز                | بخش زالیان شهرستان شازند    | پادالک          | ۰              | ۳۵             | ۰            | ۱۵                  | ۱۵                  |
| پارلان                | بخش سربند شهرستان شازند     | اقبلاغ          | ۰              | ۶              | ۰            | ۲                   | ۴                   |
| پاسرجابر              | بخش مرکزی شهرستان شازند     | برج چشمه محمود  | ۰              | ۵              | ۰            | ۲٫۵                 | ۱۲                  |
| پاش دره               | بخش زالیان شهرستان شازند    | ادینه مجد سفلی  | ۰              | ۶              | ۰            | ۰                   | ۰                   |
| پاش کریز              | بخش سربند شهرستان شازند     | ده علیخان       | ۰              | ۳              | ۰            | ۴                   | ۱۰                  |
| پاشا                  | بخش مرکزی شهرستان شازند     | ظهیرآباد        | ۰              | ۱۵             | ۰            | ۱۷                  | ۶۰                  |
| پاشن بلاغه            | بخش سربند شهرستان شازند     | قرینه دره       | ۰              | ۶              | ۰            | ۷                   | ۲۵                  |
| پایانه                | بخش قره کهریز شهرستان شازند | غیثر            | ۰              | ۱۵۰            | ۰            | ۱۰                  | ۱۰۰                 |
| پایین                 | بخش زالیان شهرستان شازند    | مروارید         | ۰              | ۱۲             | ۰            | ۱۰                  | ۱۰                  |
| پایین                 | بخش سربند شهرستان شازند     | نظام‌آباد        | ۰              | ۲              | ۰            | ۳                   | ۷                   |
| پایین                 | بخش قره کهریز شهرستان شازند | دستجرده         | ۰              | ۱۲             | ۰            | ۲۰                  | ۵۰                  |
| پایین                 | بخش زالیان شهرستان شازند    | کیشان           | ۰              | ۶              | ۰            | ۲۰                  | ۰                   |
| پایین ده              | بخش زالیان شهرستان شازند    | فجادر           | ۰              | ۱۵             | ۰            | ۵                   | ۲۰                  |
| پرافتاب               | بخش زالیان شهرستان شازند    | کتیران سوارآباد | ۰              | ۵۵             | ۰            | ۳۵                  | ۱۵۰                 |
| پشت خیا               | بخش قره کهریز شهرستان شازند | چناس            | ۰              | ۱۵             | ۰            | ۰                   | ۱۰۰                 |
| پشت قلعه              | بخش زالیان شهرستان شازند    | قره بنیاد       | ۰              | ۲۵             | ۰            | ۳۰                  | ۴۰                  |
| پلنگدر                | بخش سربند شهرستان شازند     | سیاه سلطان      | ۰              | ۶              | ۰            | ۳                   | ۲۰                  |
| پلنگدر                | بخش سربند شهرستان شازند     | سیاه سلطان      | ۰              | ۷              | ۰            | ۰                   | ۳۵                  |
| پیرامون               | بخش زالیان شهرستان شازند    | سرچال           | ۰              | ۹              | ۰            | ۵                   | ۹                   |
| پیرمرد                | بخش مرکزی شهرستان شازند     | پاکل            | ۰              | ۶              | ۰            | ۴                   | ۴                   |
| چالها                 | بخش سربند شهرستان شازند     | کائیدان         | ۰              | ۶              | ۰            | ۲۰                  | ۳۰                  |
| چاه خرابه             | بخش سربند شهرستان شازند     | مورلو           | ۰              | ۴              | ۰            | ۱                   | ۱۵                  |
| چرب منصور             | بخش سربند شهرستان شازند     | ده داود         | ۰              | ۲۵             | ۰            | ۲۵                  | ۱۵۰                 |
| چرده مکه              | بخش سربند شهرستان شازند     | خروار           | ۰              | ۶              | ۰            | ۲٫۵                 | ۱۴                  |
| چرده ها               | بخش سربند شهرستان شازند     | گلزردمالیه      | ۰              | ۳              | ۰            | ۲                   | ۱۰                  |
| چشم برافتاب           | بخش زالیان شهرستان شازند    | نجف‌آباد         | ۰              | ۳              | ۰            | ۲٫۵                 | ۲۵                  |
| چشمه الله             | بخش زالیان شهرستان شازند    | قلعه چی سفلی    | ۰              | ۶              | ۰            | ۴                   | ۴                   |
| چشمه بادامی           | بخش زالیان شهرستان شازند    | نجف‌آباد         | ۰              | ۴              | ۰            | ۵                   | ۷                   |
| چشمه باغ              | بخش زالیان شهرستان شازند    | قلعه چی سفلی    | ۰              | ۱۰             | ۰            | ۰                   | ۱                   |
| چشمه رمیه             | بخش زالیان شهرستان شازند    | قلعه چی علیا    | ۰              | ۱۵             | ۰            | ۳                   | ۲۲                  |
| چشمه سفید             | بخش زالیان شهرستان شازند    | لنجرود          | ۰              | ۵              | ۰            | ۵                   | ۰                   |
| چشمه سفید             | بخش زالیان شهرستان شازند    | سنگ             | ۰              | ۱۰             | ۰            | ۰                   | ۰                   |
| چشمه علیرضا           | بخش زالیان شهرستان شازند    | قلعه چی علیا    | ۰              | ۸              | ۰            | ۲                   | ۱۲                  |
| چشمه نظر              | بخش زالیان شهرستان شازند    | گل زرد          | ۰              | ۹              | ۰            | ۶                   | ۱۵                  |
| چلوکریزی              | بخش سربند شهرستان شازند     | کمان صالح       | ۰              | ۳              | ۰            | ۲٫۲۰۰۰۰۰۰۴۷۶۸۳۷۲    | ۱۰                  |
| چم ها                 | بخش مرکزی شهرستان شازند     | سعیدان          | ۰              | ۱۵             | ۰            | ۷                   | ۷                   |
| چنه سلطان             | بخش قره کهریز شهرستان شازند | حسین‌آباد        | ۰              | ۱۰             | ۰            | ۱۰                  | ۶۵                  |
| چهارچشمه              | بخش زالیان شهرستان شازند    | میانرود         | ۰              | ۴              | ۰            | ۱۰                  | ۱۰                  |
| چینی                  | بخش زالیان شهرستان شازند    | قره بنیاد       | ۰              | ۲۲             | ۰            | ۲                   | ۱۷                  |
| کازبیلاغ              | بخش سربند شهرستان شازند     | اقبلاغ سادات    | ۰              | ۸              | ۰            | ۲٫۵                 | ۳۰                  |
| کاه کلان              | بخش مرکزی شهرستان شازند     | سعیدان          | ۰              | ۱۵             | ۰            | ۵                   | ۱۰                  |
| کردآباد               | بخش قره کهریز شهرستان شازند | باغ برافتاب     | ۰              | ۹              | ۰            | ۱۵                  | ۳۰                  |
| کرکهریز               | بخش قره کهریز شهرستان شازند | قاقان           | ۰              | ۳۵             | ۰            | ۲۰                  | ۲۰۰                 |
| کریز                  | بخش زالیان شهرستان شازند    | ادینه مجد سفلی  | ۰              | ۹              | ۰            | ۰                   | ۱۰                  |
| کریز                  | بخش مرکزی شهرستان شازند     | چغار پهنه       | ۰              | ۲۴             | ۰            | ۲۰                  | ۵۰                  |
| کریز                  | بخش قره کهریز شهرستان شازند | واشه            | ۰              | ۱۵             | ۰            | ۱۰                  | ۱۵                  |
| کریز                  | بخش قره کهریز شهرستان شازند | باغ برافتاب     | ۰              | ۴              | ۰            | ۳                   | ۰                   |
| کریز                  | بخش زالیان شهرستان شازند    | ره کائید        | ۰              | ۵              | ۰            | ۱۱                  | ۲۵                  |
| کریز پایین            | بخش قره کهریز شهرستان شازند | کرک             | ۰              | ۲۰             | ۰            | ۲۰                  | ۱۰                  |
| کریز کوره             | بخش مرکزی شهرستان شازند     | بالمان          | ۰              | ۲۵             | ۰            | ۰                   | ۱۷۰                 |
| کریزاحمد              | بخش زالیان شهرستان شازند    | گل زرد          | ۰              | ۱۶             | ۰            | ۱۰                  | ۱۵                  |
| کریزبالا              | بخش زالیان شهرستان شازند    | زالیان          | ۰              | ۸              | ۰            | ۸                   | ۱۸                  |
| کریزبالا              | بخش قره کهریز شهرستان شازند | ورقا            | ۰              | ۴۰             | ۰            | ۶۵                  | ۱۱۰                 |
| کریزبالا              | بخش زالیان شهرستان شازند    | چهارچریک        | ۰              | ۶              | ۰            | ۲٫۵                 | ۳۵                  |
| کریزبالا              | بخش زالیان شهرستان شازند    | کرسعلی          | ۰              | ۵۰             | ۰            | ۴۰                  | ۵۰                  |
| کریزبلاغی             | بخش سربند شهرستان شازند     | حاجی بیک        | ۰              | ۵              | ۰            | ۳                   | ۶                   |
| کریزبلاغی             | بخش زالیان شهرستان شازند    | برج عیوض        | ۰              | ۲              | ۰            | ۰                   | ۱۲                  |
| کریزدامنه             | بخش زالیان شهرستان شازند    | فرخپ            | ۰              | ۱۵             | ۰            | ۵                   | ۱۵                  |
| کریزده                | بخش زالیان شهرستان شازند    | بهمنی           | ۰              | ۲۴             | ۰            | ۰                   | ۷۷٫۵                |
| کریزسعیدان            | بخش مرکزی شهرستان شازند     | سعیدان          | ۰              | ۲۵             | ۰            | ۱۰                  | ۱۷                  |
| کریزسفلی              | بخش زالیان شهرستان شازند    | جلایر           | ۰              | ۱۰             | ۰            | ۰                   | ۲۰                  |
| کریزسفید              | بخش زالیان شهرستان شازند    | زالیان          | ۰              | ۲۰             | ۰            | ۱۰                  | ۲۴                  |
| کریزغلا               | بخش مرکزی شهرستان شازند     | سرسختی علیا     | ۰              | ۳۵             | ۰            | ۲۷                  | ۲۲                  |
| کریزقرمز              | بخش زالیان شهرستان شازند    | مروارید         | ۰              | ۱۲             | ۰            | ۴۰                  | ۸۰                  |
| کریزمیدان             | بخش قره کهریز شهرستان شازند | موچان           | ۰              | ۵۰             | ۰            | ۳۰                  | ۱۲۰                 |
| کریزنو                | بخش زالیان شهرستان شازند    | کرسعلی          | ۰              | ۵۵             | ۰            | ۳۰                  | ۲۵                  |
| کریزنو                | بخش زالیان شهرستان شازند    | گل زرد          | ۰              | ۲۰             | ۰            | ۲۰                  | ۴۵                  |
| کریزهموار             | بخش زالیان شهرستان شازند    | گله نهرمیان     | ۰              | ۲۷             | ۰            | ۰                   | ۵۱٫۷۹۹۹۹۹۲۳۷۰۶۰۵    |
| کریزپاتپه             | بخش زالیان شهرستان شازند    | مروارید         | ۰              | ۱۱             | ۰            | ۴۰                  | ۸۰                  |
| کریزپایین             | بخش زالیان شهرستان شازند    | کرسعلی          | ۰              | ۴۵             | ۰            | ۳۰                  | ۳۰                  |
| کریزکهنه              | بخش زالیان شهرستان شازند    | خرخپ            | ۰              | ۲۰             | ۰            | ۱۰                  | ۴۲                  |
| کریزکوچک              | بخش زالیان شهرستان شازند    | مروارید         | ۰              | ۹              | ۰            | ۱۵                  | ۷۰                  |
| کلبی                  | بخش سربند شهرستان شازند     | اقبلاغ محمدخان  | ۰              | ۱۰             | ۰            | ۳                   | ۱۰                  |
| کله جوب               | بخش سربند شهرستان شازند     | علی قوزمی       | ۰              | ۰              | ۰            | ۱۰                  | ۱۵                  |
| کم چکی                | بخش زالیان شهرستان شازند    | سنگ سفید        | ۰              | ۴۰             | ۰            | ۳۵                  | ۶۸                  |
| کن آفاری              | بخش سربند شهرستان شازند     | ده مهدی         | ۰              | ۵              | ۰            | ۱٫۵                 | ۷                   |
| کن خاری               | بخش زالیان شهرستان شازند    | باقرآباد        | ۰              | ۸              | ۰            | ۰                   | ۱۷                  |
| کهریز                 | بخش سربند شهرستان شازند     | اسکندرلو        | ۰              | ۴              | ۰            | ۲                   | ۲۰                  |
| کهریز                 | بخش سربند شهرستان شازند     | ده مهدی         | ۰              | ۸              | ۰            | ۰                   | ۶                   |
| کهریزبالا             | بخش قره کهریز شهرستان شازند | قجره            | ۰              | ۶۰             | ۰            | ۶۰                  | ۶۰                  |
| کهریزده               | بخش قره کهریز شهرستان شازند | جلال‌آباد        | ۰              | ۱۲             | ۰            | ۱۵                  | ۶۰                  |
| کهنه قشلاق            | بخش سربند شهرستان شازند     | بی آب محمودآباد | ۰              | ۱۰             | ۰            | ۴٫۵                 | ۲۵                  |
| کوره                  | بخش زالیان شهرستان شازند    | کزاز            | ۰              | ۲۵             | ۰            | ۲۰                  | ۳۰۰                 |
| کوره آعلی             | بخش سربند شهرستان شازند     | خروار           | ۰              | ۶              | ۰            | ۲                   | ۱۷                  |
| کوره کریز             | بخش سربند شهرستان شازند     | خلج سفلی        | ۰              | ۴              | ۰            | ۲٫۵                 | ۱۲                  |
| کولی                  | بخش قره کهریز شهرستان شازند | محمودآباد       | ۰              | ۱۵             | ۰            | ۲۵                  | ۱۲۰                 |
| کومه                  | بخش زالیان شهرستان شازند    | کیشان           | ۰              | ۲۰             | ۰            | ۱۵                  | ۰                   |
| کوپااقاج              | بخش سربند شهرستان شازند     | حسن‌آباد         | ۰              | ۳              | ۰            | ۲٫۵                 | ۴                   |
| کویه جوب              | بخش زالیان شهرستان شازند    | سوارآباد        | ۰              | ۱۰             | ۰            | ۲                   | ۰                   |
| کپه کریزی             | بخش سربند شهرستان شازند     | ده سلمان        | ۰              | ۸              | ۰            | ۸                   | ۲۵                  |
| کچرقلان               | بخش سربند شهرستان شازند     | بی آب محمودآباد | ۰              | ۷              | ۰            | ۳٫۵                 | ۱۵                  |
| کچوردی بالا           | بخش سربند شهرستان شازند     | مالیجه          | ۰              | ۶              | ۰            | ۶                   | ۱۷                  |
| کچوری پایین           | بخش سربند شهرستان شازند     | مالیجه          | ۰              | ۵              | ۰            | ۷                   | ۱۷                  |
| کیشبان                | بخش زالیان شهرستان شازند    | کیشبان          | ۰              | ۱۱             | ۰            | ۴                   | ۰                   |
| کیشبان                | بخش زالیان شهرستان شازند    | کیشبان          | ۰              | ۱۰             | ۰            | ۳                   | ۰                   |
| گارشما                | بخش قره کهریز شهرستان شازند | قاقان           | ۰              | ۱۴             | ۰            | ۴                   | ۴۰                  |
| گازبیلاغ              | بخش سربند شهرستان شازند     | اقبلاغ سادات    | ۰              | ۹              | ۰            | ۱٫۵                 | ۳۰                  |
| گاوخانه               | بخش زالیان شهرستان شازند    | لنجرود          | ۰              | ۰              | ۰            | ۰                   | ۰                   |
| گاورساز               | بخش قره کهریز شهرستان شازند | حسین‌آباد        | ۰              | ۳۰             | ۰            | ۱۲                  | ۸۰                  |
| گدیک                  | بخش سربند شهرستان شازند     | حاجی بیک        | ۰              | ۴              | ۰            | ۳٫۵                 | ۷                   |
| گردنه                 | بخش مرکزی شهرستان شازند     | پلنگدر          | ۰              | ۷              | ۰            | ۴٫۵                 | ۲۰                  |
| گردنگاه               | بخش زالیان شهرستان شازند    | مروارید         | ۰              | ۹              | ۰            | ۲۰                  | ۴۸                  |
| گرکریز                | بخش مرکزی شهرستان شازند     | برج چشمه محمود  | ۰              | ۵              | ۰            | ۲                   | ۷                   |
| گلاب                  | بخش زالیان شهرستان شازند    | ره کائید        | ۰              | ۱۰             | ۰            | ۱۸                  | ۳۵                  |
| گنجعلی                | بخش مرکزی شهرستان شازند     | قلعه آقا حمید   | ۰              | ۳              | ۰            | ۱۰                  | ۱۵                  |
| گنداب                 | بخش زالیان شهرستان شازند    | قره بنیاد       | ۰              | ۲۰             | ۰            | ۶                   | ۳۷٫۵                |
| گندبلاغ               | بخش سربند شهرستان شازند     | آب بخشان        | ۰              | ۵              | ۰            | ۴٫۵                 | ۱۵                  |
| گوشه تلخ              | بخش قره کهریز شهرستان شازند | موچان           | ۰              | ۳۰             | ۰            | ۴۰                  | ۱۰۰                 |
| یاردقان               | بخش مرکزی شهرستان شازند     | ارتلق چنا       | ۰              | ۶              | ۰            | ۲                   | ۲                   |
| یاس چم                | بخش سربند شهرستان شازند     | اقبلاغ محمدخان  | ۰              | ۷              | ۰            | ۳                   | ۸                   |
| یاسربلاغی             | بخش سربند شهرستان شازند     | حسن‌آباد         | ۰              | ۳              | ۰            | ۱٫۵                 | ۲٫۵                 |
| یاغ آخاری             | بخش زالیان شهرستان شازند    | باقرآباد        | ۰              | ۵              | ۰            | ۰                   | ۲۶                  |
| ین کریز               | بخش سربند شهرستان شازند     | ده علیخان       | ۰              | ۴              | ۰            | ۳٫۵                 | ۱۲                  |
| یک گل                 | بخش زالیان شهرستان شازند    | ده ذوالفقار     | ۰              | ۱              | ۰            | ۰                   | ۱۰                  |
| ۱۲ جفت                | بخش مرکزی شهرستان شازند     | عضویه           | ۰              | ۷              | ۰            | ۴۰                  | ۷۰                  |
| ۴ جفتی                | بخش زالیان شهرستان شازند    | رضاآباد         | ۰              | ۴              | ۰            | ۷٫۵                 | ۱۵                  |
| ۶ جفتی                | بخش زالیان شهرستان شازند    | رضاآباد         | ۰              | ۵              | ۰            | ۸                   | ۱۸                  |
| ۷ جفتی                | بخش زالیان شهرستان شازند    | بهمنی           | ۰              | ۱۷             | ۰            | ۵                   | ۵                   |
| ۷ چشمه                | بخش زالیان شهرستان شازند    | کتیران علیا     | ۰              | ۲۵             | ۰            | ۲۰                  | ۴۵                  |
| ۹ جفتی                | بخش زالیان شهرستان شازند    | قره بنیاد       | ۰              | ۲۴             | ۰            | ۵                   | ۳۲                  |